# Owsley
William Reese "Will" Owsley III (6 maart 1966 – 30 april 2010) was een Amerikaanse singer-songwriter die werkzaam was onder de artiestennaam Owsley. Hij was de vaste gitarist in de tourband van Amy Grant en zijn soloalbums kregen goede recensies en voor het lied "Threaten Me with Heaven" dat hij samen met Vince Gill schreef ontving hij een Grammy-nominatie. Daarnaast was hij werkzaam als muziekproducent en opnametechnicus.

## Levensloop

### Vroege carrière en The Semantics (1986–1997)
Owsley was geboren en getogen in Anniston (Alabama) in een muzikaal gezin. Zijn vader was tambour-maître in een showband; zijn moeder zong en acteerde; zijn zus speelde klassiek piano en zijn broer speelde gitaar in een rockband.
Owsley begon op 9-jarige leeftijd met gitaarspelen. Hij was fan van Kiss en Todd Rundgren, maar oefende meestal noot voor noot de solo's van Eddie van Halen en Steve Morse. Zijn vader leerde hem spelen op de kleine trom en Owsley speelde hierop in de showband van zijn middelbare school. Verder speelde hij gitaar in de jazzband van de school en hield optredens met Top 40 coverbands op plaatselijke podia. Met zijn broer speelde hij in de band Stormfront. De stijl van de nummers die hij zelf begon te schrijven had meer weg van The Beatles, maar ook Chet Atkins, Jimi Hendrix en Robert Johnson behoorden tot zijn invloeden.
Voordat hij zelf een band samenstelde, maakte hij deel uit van de band van Judson Spence. Gedurende deze tijd kreeg hij diverse aanbiedingen van platenlabels. Op aandringen van Scott Siman, een muziekproducent uit Nashville, begon Owsley aan zijn solocarrière, waarbij hij samenwerkte met onder meer Shania Twain, Amy Grant, The Neville Brothers, Faith Hill, Vince Gill, Michael McDonald en Charlotte Church. Samen met Millard Powers richtte hij de powerpopband The Semantics op, waarin ook Jody Spence en Zak Starkey speelden. De band tekende bij Geffen Records en namen in 1993 het album Powerbill op, dat uiteindelijk alleen in 1996 werd uitgebracht in Japan.

### Solocarrière (1998–2010)
Sinds 1994 speelde Owsley in de toerband van Amy Grant. Met de inkomsten daarvan bouwde hij een thuisstudio in Nashville (Tennessee). Zijn naar zichzelf vernoemde debuutalbum die hij coproduceerde met Millard Powers en Jeff Baldings, is vrijwel geheel bij hem thuis opgenomen op een oude Studer A-80 2 inch bandrecorder met 16 sporen, waarvan zelfs een spoor het niet deed. Deze werd in 1998 onder eigen beheer uitgegeven. In 1999 kwam het album uit onder het label Giant Records (Warner), nadat deze opnieuw gemixt is door Tom Lord-Alge en J.R. McNeely. Het album leverde hem een nominatie op voor een Grammy Award in de categorie Best Engineered Album, Non-Classical.
Zijn tweede album The Hard Way kwam in februari 2004 uit onder het onafhankelijke platenlabel Lakeview Entertainment. De opnames werden in een tijdspanne van drie jaar gemaakt in zijn thuisstudio te Franklin (Tennessee) en in diverse studio's in Tennessee. De cd werd gemixt door Paul David Hager en was opgedragen aan Alys Owsley Boozer, Owsleys oma aan moeders kant.
In 2004 tekende hij een contract met UMe Digital, een nieuw platenlabel van de Universal Music Group, die als eerste grote label muziek alleen digitaal uitbrengt. Op dit label bracht hij in 2005 de gecombineerde single Psycho / Upside Down uit.

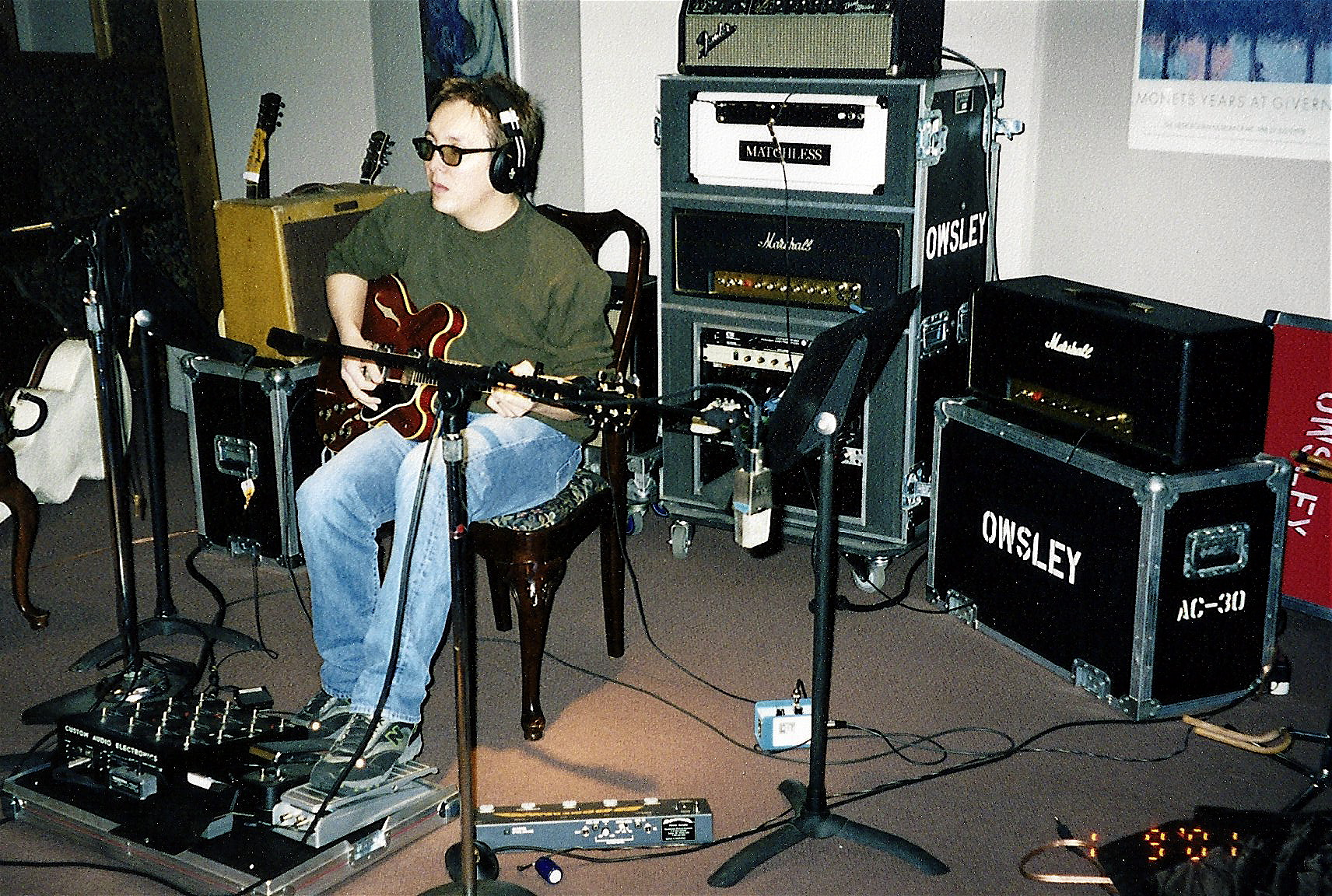
Will Owsley neemt een gitaarpartij op in de Bennett House studio.

Owsley droeg in 2002 zorg voor de opnamen en de productie van de muziek van zijn toenmalige vrouw, de countrypopzangeres Rebecca Walker. Hij heeft ook jarenlang vele liedjes geschreven met Amy Grant. In 2009 maakte hij een versie beschikbaar van het nummer When Lonely Comes Around (Grant/Owsley) die door hem is ingezongen. In recentere jaren werd hij geregeld door producent John Fields ingehuurd als gitarist, (achtergrond)zanger en mandolinespeler voor artiesten onder wie Miley Cyrus, Selena Gomez, Demi Lovato en de Jonas Brothers. Hij coproduceerde het album The Blood (2007) van voormalig dc Talk zanger Kevin Max en produceerde ook nummers voor het album Running Back to You (2008) van American Idol finalist Chris Sligh.

## Dood
Owsley overleed op 30 april 2010 in het Williamson County Hospital in Franklin (Tennessee) op 44-jarige leeftijd. Volgens de krant The Tennessean is de doodsoorzaak "een schijnbare zelfmoord." Hij liet een vrouw na, Wendy, en de twee zonen Walker (ca. 1998) en Liam (ca. 2002) uit zijn eerdere huwelijk met Rebecca Walker.

## Discografie
- Owsley (1999)
- The Hard Way (2004)
- Psycho / Upside Down (2005) (alleen digitaal)